# Spoinowanie
Spoinowanie (fugowanie) – stanowi proces wypełniania przestrzeni pomiędzy płytkami ceramicznymi, kamiennymi, bądź szklanymi.
Do wypełniania tych szczelin służą masy do spoinowania.

## Masy do spoinowania
Przemysław Markiewicz w książce Budownictwo ogólne dla architektów rozróżnia cztery rodzaje mas do spoinowania:
- zwykłe zaprawy cementowe – stosowane są do wykonywania wąskich fug o gładkiej powierzchni, zwiększenie zawartości średnio- lub gruboziarnistego piasku sprawia możliwość wykonania spoiny szerszej i o bardziej chropowatej powierzchni;
- zaprawy cementowe uelastycznione – spoiny te są mrozoodporne i wodoodporne, również do stosowania na zewnątrz;
- masy epoksydowe – taka fuga odznacza się dużą odpornością na uszkodzenia, środki chemiczne oraz są bardzo szczelne;
- masy silikonowe, silikonowo – akrylowe i akrylowe – są przede wszystkim wodoszczelne i odporne na pleśnie i grzyby.